# 克莱夫·格兰杰
克莱夫·威廉·约翰·格兰杰爵士（Sir Clive William John Granger，1934年9月4日—2009年5月27日)，是一位出生于威尔士的经济学家，美國圣地牙哥加利福尼亚大学退休教授。

## 生平
1967年發明了格蘭傑因果關係檢驗（英語：Granger causality test），用於從原本只能做相關研究的迴歸分析中得出因果關係推論。他与罗伯特·恩格尔一起获得了2003年诺贝尔经济学奖。